# Protéine cargo soluble
Les protéines cargo solubles sont des protéines provenant du réticulum endoplasmique (RE). Lors de la formation d'une vésicule, elles vont se regrouper dans le site de formation en se fixant sur des protéines cargo-membranaires, qui fixent aussi (de l'autre côté de la membrane du RE) des protéines de manteau ou autres, à l'origine de l'incurvation de la membrane du RE.